# Samtherrscher

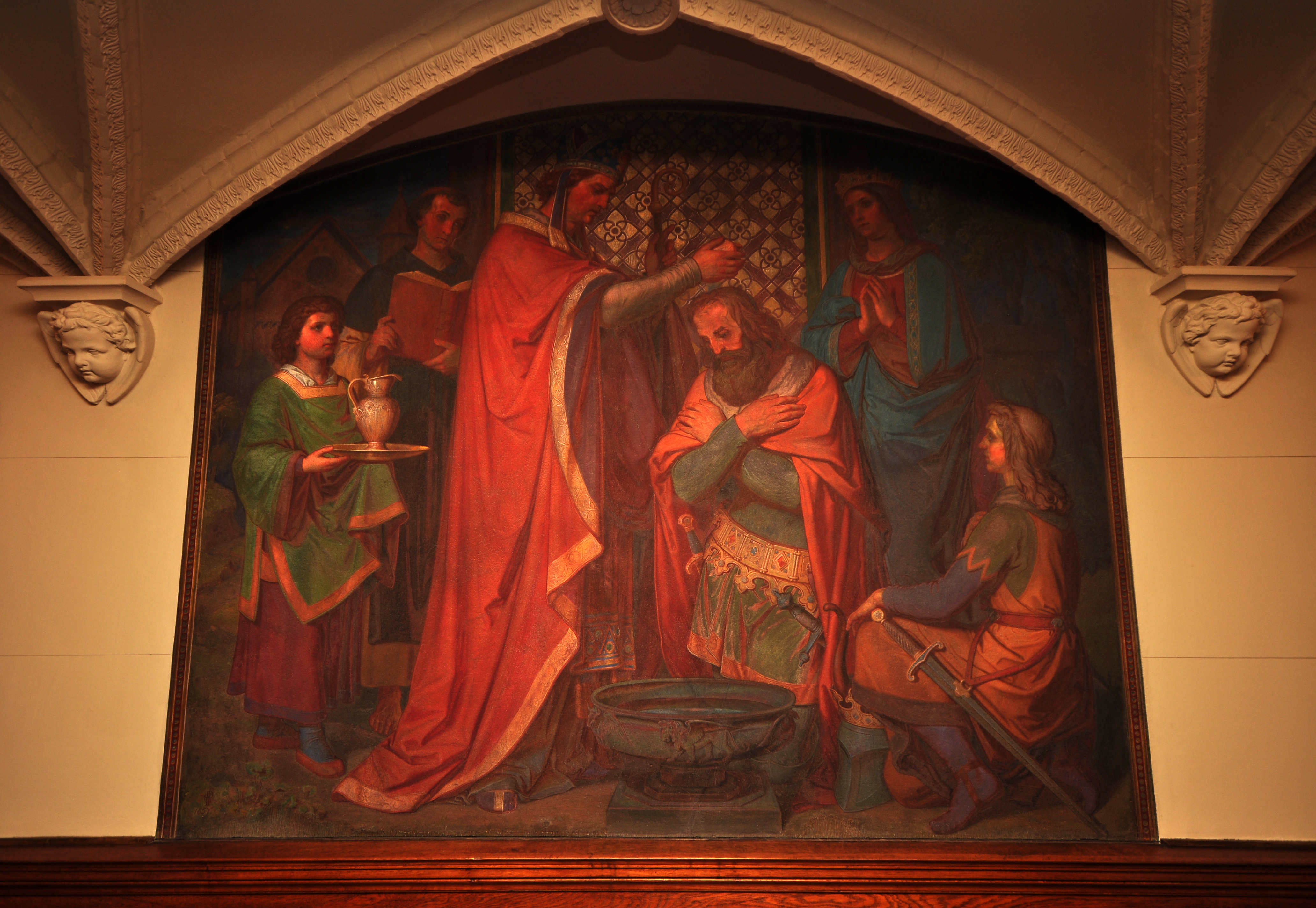
Battesimo di Pribislao, ultimo dei Samtherrscher Obodriti

Samtherrscher è un termine della lingua tedesca che sta ad indicare un Fürst eletto da un'assemblea di principi minori come loro capo. Nella storiografia medievale il termine è utilizzato principalmente per indicare il titolo assegnato al Princeps degli Obodriti, Veleti e Sorbi.
Il termine Samtherrscher fu utilizzato nell'Ottocento nella terminologia sviluppata da Theodor Mommsen per la storia del Principato. Esso fu poi ripreso dallo storico tedesco Edmund E. Stengel, nello studio delle istituzioni tribali dei Germani e degli Slavi, secondo il quale il Samtherrscher era un regnante che disponeva di una "egemonia superiore e completa rispetto ad altri sovrani/regnanti". In epoca più recente lo storico Edmund Stengel utilizzò il titolo di Samtherrscher per definire i principi della coalizione degli Obodriti. Alcuni storici tedeschi hanno usato il termine Samtherrscher anche per indicare una situazione di co-regnanti, come ad esempio due fratelli che regnano su un territorio non diviso con eguali poteri.
Nei testi dell'epoca medievale in latino queste figure venivano chiamate con vari titoli: regulus (pl. reguli), dux (pl. duces), o anche princeps (pl. principes) o meliores ac praestantiores.